# Wetzikon-Meilen-Bahn
| Wagen der Wetzikon-Meilen-Bahn in Kempten |                     |                             |                             |
| Lagekarte der WMB. Kartenhintergrund von 2019 |                     |                             |                             |
| Streckenlänge: | 22,5 km             |                             |                             |
| Spurweite: | 1000 mm (Meterspur) |                             |                             |
| Stromsystem: | 750 Volt =          |                             |                             |
| Maximale Neigung: | 65 ‰                |                             |                             |
| Minimaler Radius: | 25 m                |                             |                             |
| |                     |                             |                             |
| \| \| −2.4 \| Kempten Ochsen \| 566 m ü. M. \| \| \| \| Kempten SBB \| \| \| \| \| Oberwetzikon \| \| \| \| 0.0 \| Wetzikon SBB \| 532 m ü. M. \| \| \| 2.1 \| Grüt \| 547 m ü. M. \| \| \| 2.4 \| Prampel \| 531 m ü. M. \| \| \| 4.0 \| Gossau \| 500 m ü. M. \| \| \| 5.2 \| Ottikon (Gossau ZH) \| 504 m ü. M. \| \| \| 5.6 \| Unterottikon \| 494 m ü. M. \| \| \| \| Grüningen Itzikon \| \| \| \| \| Grüningen Städtli \| \| \| \| 8.3 \| Grüningen \| 465 m ü. M. \| \| \| \| Grüningen Binzikon \| \| \| \| \| Grüningen Holzhausen \| \| \| \| 11.1 \| Oetwil am See Willikon \| 558 m ü. M. \| \| \| \| Uster-Oetwil-Bahn von Uster \| \| \| \| 11.6 \| Langholz \| 581 m ü. M. \| \| \| 12.3 \| Stäfa Mühlehölzli \| 602 m ü. M. \| \| \| 15.1 \| Männedorf Auf Dorf \| 491 m ü. M. \| \| \| \| Männedorf Allmend \| \| \| \| \| Männedorf Büelen \| \| \| \| \| Uetikon Kleindorf \| \| \| \| 16.9 \| Uetikon Grossdorf \| 458 m ü. M. \| \| \| \| Dollikon \| \| \| \| 18.7 \| Obermeilen \| 414 m ü. M. \| \| \| 19.6 \| Meilen SBB \| 420 m ü. M. \| \| \| 20.1 \| Meilen Schiffsstation \| 411 m ü. M. \| \| \| \| Schifflände Zürichsee \| \| |                     |                             |                             |
| U-Bahn-Kopfbahnhof Streckenanfang (Strecke außer Betrieb) | −2.4                | Kempten Ochsen              | 566 m ü. M.                 |
| U-Bahn-Bahnhof (Strecke außer Betrieb) |                     | Kempten SBB                 | Kempten SBB                 |
| U-Bahn-Bahnhof (Strecke außer Betrieb) |                     | Oberwetzikon                | Oberwetzikon                |
| U-Bahn-Bahnhof (Strecke außer Betrieb) | 0.0                 | Wetzikon SBB                | 532 m ü. M.                 |
| U-Bahn-Bahnhof (Strecke außer Betrieb) | 2.1                 | Grüt                        | 547 m ü. M.                 |
| U-Bahn-Haltepunkt / Haltestelle (Strecke außer Betrieb) | 2.4                 | Prampel                     | 531 m ü. M.                 |
| U-Bahn-Bahnhof (Strecke außer Betrieb) | 4.0                 | Gossau                      | 500 m ü. M.                 |
| U-Bahn-Bahnhof (Strecke außer Betrieb) | 5.2                 | Ottikon (Gossau ZH)         | 504 m ü. M.                 |
| U-Bahn-Haltepunkt / Haltestelle (Strecke außer Betrieb) | 5.6                 | Unterottikon                | 494 m ü. M.                 |
| U-Bahn-Haltepunkt / Haltestelle (Strecke außer Betrieb) |                     | Grüningen Itzikon           | Grüningen Itzikon           |
| U-Bahn-Haltepunkt / Haltestelle (Strecke außer Betrieb) |                     | Grüningen Städtli           | Grüningen Städtli           |
| U-Bahn-Bahnhof (Strecke außer Betrieb) | 8.3                 | Grüningen                   | 465 m ü. M.                 |
| U-Bahn-Haltepunkt / Haltestelle (Strecke außer Betrieb) |                     | Grüningen Binzikon          | Grüningen Binzikon          |
| U-Bahn-Haltepunkt / Haltestelle (Strecke außer Betrieb) |                     | Grüningen Holzhausen        | Grüningen Holzhausen        |
| U-Bahn-Bahnhof (Strecke außer Betrieb) | 11.1                | Oetwil am See Willikon      | 558 m ü. M.                 |
| U-Bahn-Abzweig geradeaus, nach rechts und von rechts (Strecke außer Betrieb) |                     | Uster-Oetwil-Bahn von Uster | Uster-Oetwil-Bahn von Uster |
| U-Bahn-Bahnhof (Strecke außer Betrieb) | 11.6                | Langholz                    | 581 m ü. M.                 |
| U-Bahn-Bahnhof (Strecke außer Betrieb) | 12.3                | Stäfa Mühlehölzli           | 602 m ü. M.                 |
| U-Bahn-Bahnhof (Strecke außer Betrieb) | 15.1                | Männedorf Auf Dorf          | 491 m ü. M.                 |
| U-Bahn-Haltepunkt / Haltestelle (Strecke außer Betrieb) |                     | Männedorf Allmend           | Männedorf Allmend           |
| U-Bahn-Haltepunkt / Haltestelle (Strecke außer Betrieb) |                     | Männedorf Büelen            | Männedorf Büelen            |
| U-Bahn-Haltepunkt / Haltestelle (Strecke außer Betrieb) |                     | Uetikon Kleindorf           | Uetikon Kleindorf           |
| U-Bahn-Bahnhof (Strecke außer Betrieb) | 16.9                | Uetikon Grossdorf           | 458 m ü. M.                 |
| U-Bahn-Haltepunkt / Haltestelle (Strecke außer Betrieb) |                     | Dollikon                    | Dollikon                    |
| U-Bahn-Bahnhof (Strecke außer Betrieb) | 18.7                | Obermeilen                  | 414 m ü. M.                 |
| U-Bahn-Bahnhof (Strecke außer Betrieb) | 19.6                | Meilen SBB                  | 420 m ü. M.                 |
| U-Bahn-Kopfbahnhof Streckenende (Strecke außer Betrieb) | 20.1                | Meilen Schiffsstation       | 411 m ü. M.                 |
| |                     | Schifflände Zürichsee       |                             |

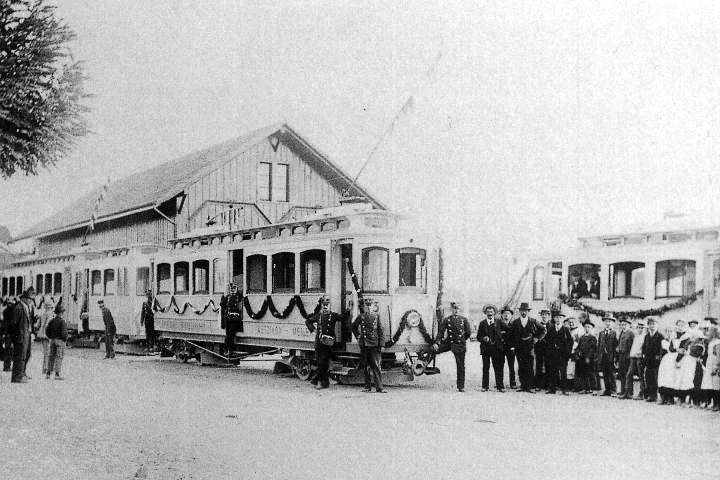
Wetzikon am 1. Oktober 1903 anlässlich der Einweihung der Bahn

Die Wetzikon-Meilen-Bahn (WMB), im Volksmund auch Bünzlitrucke genannt, war eine Schweizerische Überlandstrassenbahn, die im Zürcher Oberland von 1903 bis 1950 verkehrte. Die Bahngesellschaft trug den gleichen Namen.

## Entstehungsgeschichte

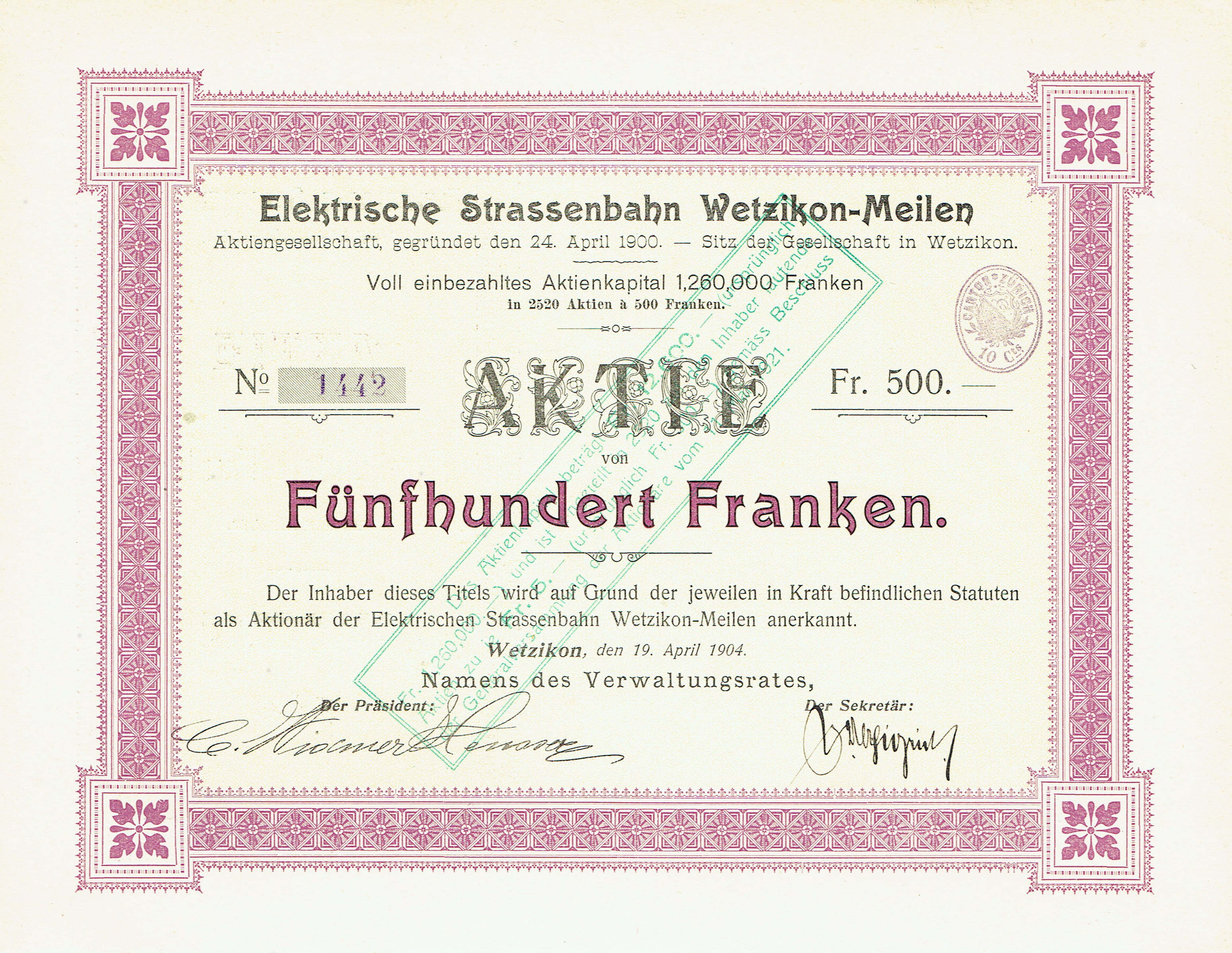
Aktie über 500 Franken der Elektrischen Strassenbahn Wetzikon-Meilen AG vom 19. April 1904

Bereits 1872 wurde ein erstes Projekt für eine Eisenbahnverbindung an den Zürichsee entworfen. Erst 1889 bildete sich ein Komitee für eine schmalspurige Strassenbahn Wetzikon–Stäfa, das am 29. Juni 1893 die Konzession erhielt. Daneben bestanden Projekte und Konzessionen für eine Uerikon-Bauma-Bahn, eine Uster–Egg-Bahn sowie für eine Linie Effretikon–Uster–Stäfa. 
Eine Kommission der Kantonsregierung Zürich schlug eine Fusion der Projekte und die Realisierung einer normalspurigen Bahn von Effretikon über Uster–Gossau–Grüningen nach Hombrechtikon vor. Wetzikon, das befürchtete, westwärts durch diese Bahn und ostwärts durch die Uerikon-Bauma-Bahn umfahren zu werden, wehrte sich und schlug die Erstellung einer schmalspurigen Bahn von Wetzikon nach Meilen vor. Am 24. April 1900 erfolgte die Gründung der Bahngesellschaft und als die Finanzierung gesichert war, begannen im Sommer 1902 die Bauarbeiten der Strecke, die am 1. Oktober 1903 festlich eröffnet wurde.

## Bahnstrecke und Betrieb

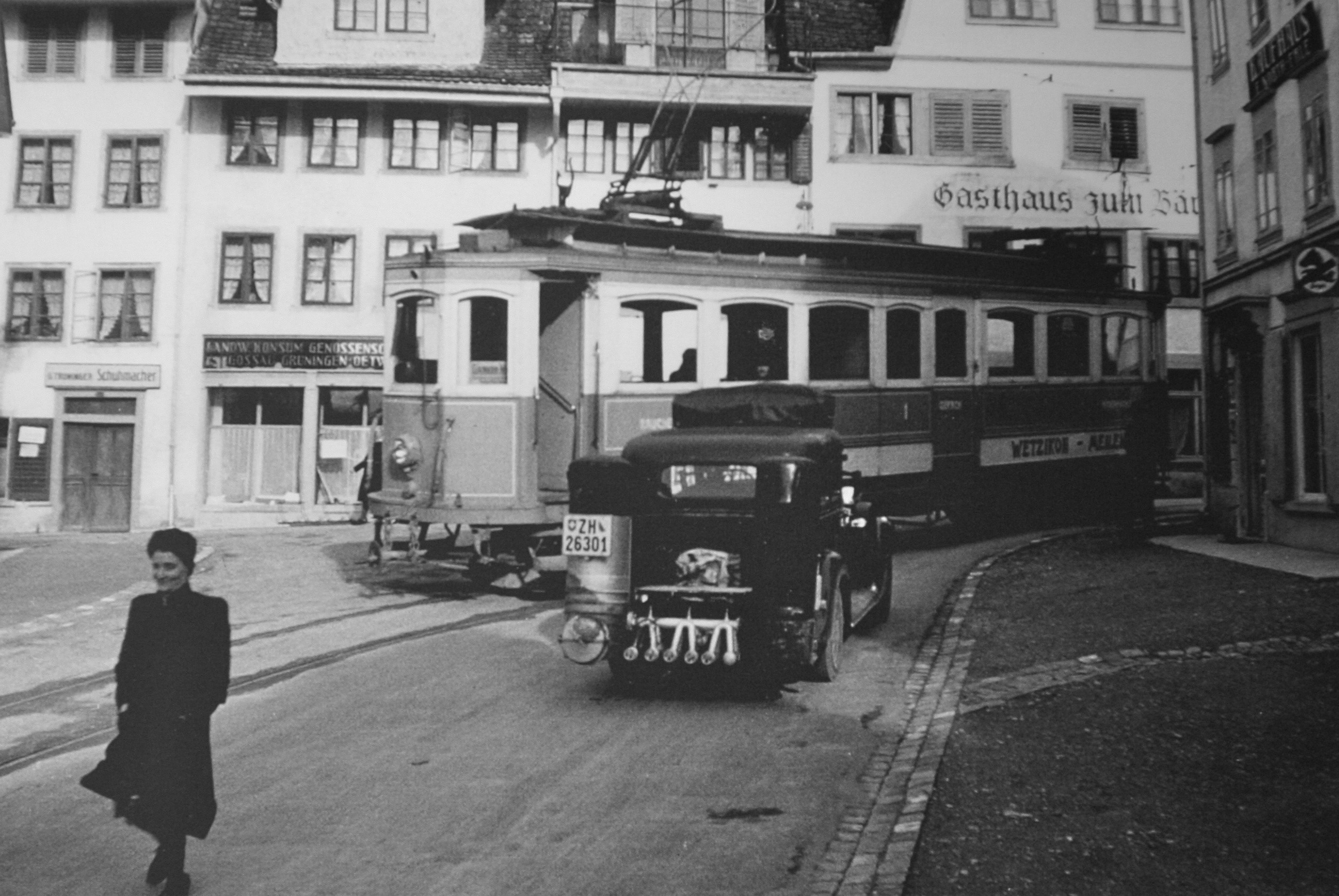
Ein Zug der WMB vor dem Gasthof Zum Bären in Grüningen

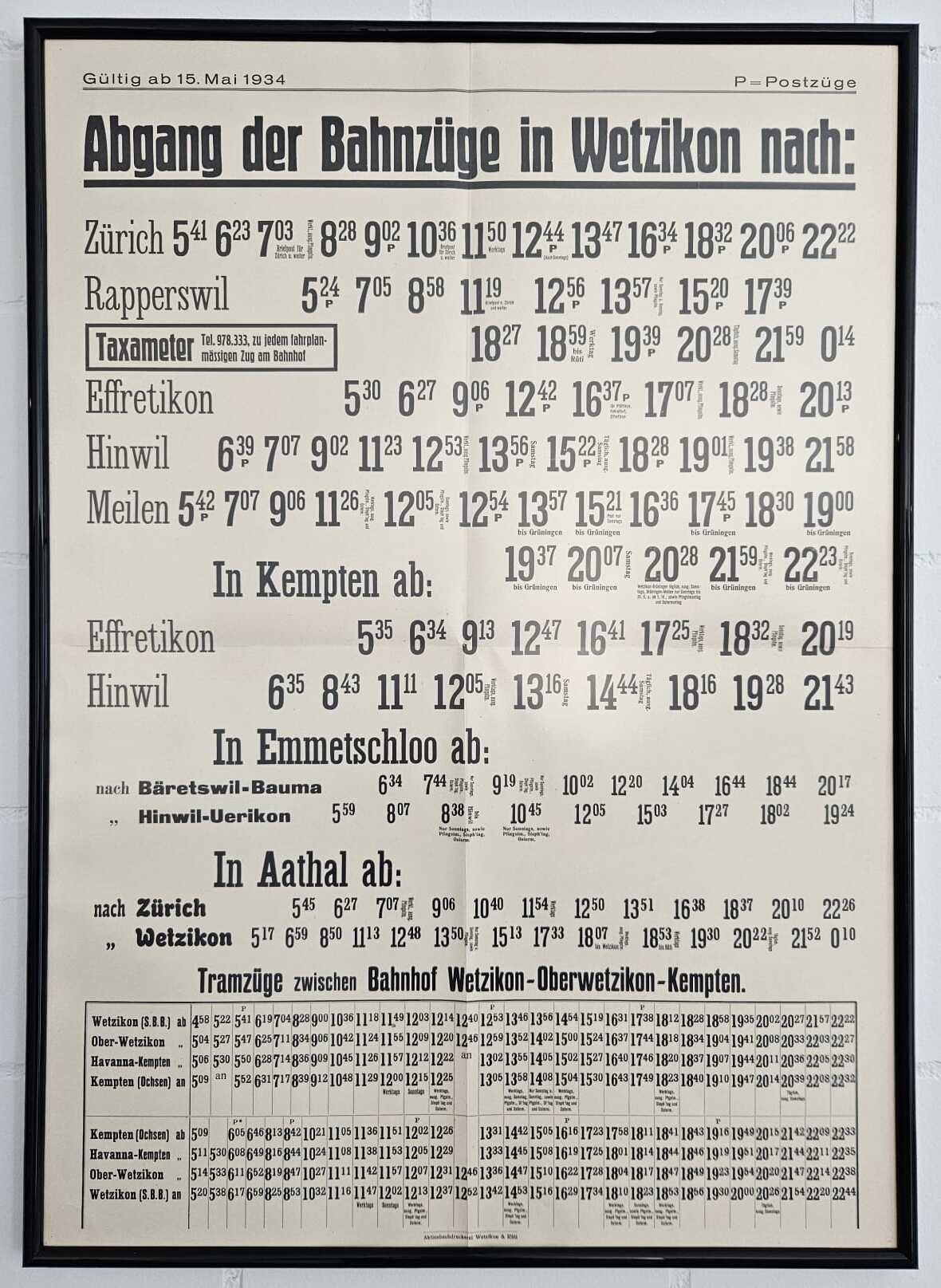
Fahrplan für die Bahnhöfe von Wetzikon aus dem Jahr 1934 mit 17 Zügen nach Meilen

Die Gesamtstrecke der WMB, die mit Gleichstrom 750 Volt elektrifiziert war und umgangssprachlich Wurst-Mit-Brot-Bahn genannt wurde, betrug 22,5 Kilometer und führte von Kempten über Wetzikon SBB–Gossau–Grüningen–Oetwil–Langholz–Männedorf Auf Dorf–Uetikon Grossdorf–Meilen SBB bis zur Schifflände in Meilen. In Wetzikon und Meilen fand die Bahn Anschluss an die Bahnstrecken der Schweizerischen Bundesbahnen und im Langholz an die Uster-Oetwil-Bahn. Die Frequenzen und der Güterverkehr entwickelten sich sehr gut und schon kurze Zeit nach Eröffnung mussten ein weiterer zweiachsiger Motorwagen sowie zwei Güterwagen angeschafft werden. Damit hatte die Bahn einen Fahrzeugbestand von drei vierachsigen und fünf zweiachsigen Personentriebwagen, zwei zweiachsigen Gütermotorwagen, drei Personenwagen, neun Güterwagen und drei Dienstwagen. Den Rekord bildete das Jahr 1920 mit 532'345 Reisenden und 11'014 Tonnen Güter. 
23 Jahre nach Betriebsaufnahme wurden durch einen Vertrag die Streitereien über die gemeinsame Benützung der Station Langholz beigelegt.

## Streckenverkürzungen
Anfangs 1931 verlangte die Baudirektion des Kantons Zürich den Abbruch des kurzen Stückes von Meilen SBB hinunter an die Schiffsstation, und nach reiflicher Überlegung stimmte der Verwaltungsrat dieser Streckenkürzung zu. Ab 3. Oktober 1931 verkehrte die WMB nur noch bis zum Bahnhof Meilen, und die Geleise zur Schiffsstation wurden abgebrochen.
Auf der anderen Seite der Strecke verlangte auch die Gemeinde Wetzikon einen Abbruch der Strassenbahn nach Kempten, da sie einer Strassenerweiterung im Wege stand. Experten aber lehnten einen Auto- oder Trolleybus-Betrieb auf diesem Teilstück ab.
Als ab 1935 die Strassen entlang der Bahn asphaltiert wurden, erhoffte man wegen des geringeren Staubes mehr Fahrgäste. Das erwies sich als Trugschluss, weil mehr Leute ihre Fahrräder benutzten. So wurde anlässlich der Generalversammlung vom 14. Mai 1938 erneut über eine Umstellung auf Autobusbetrieb diskutiert. Dem Antrag des Verwaltungsrates auf Einführung eines Autobusbetriebes zwischen Kempten und Wetzikon SBB wurde stattgegeben. Am 15. Mai 1939 wurde der Autobusbetrieb zwischen Kempten und Wetzikon aufgenommen und die Bahnlinie abgebrochen.

## Untergang

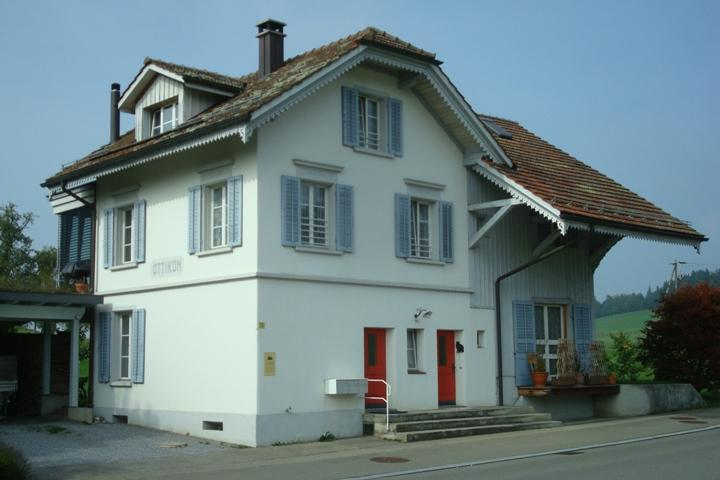
Ehemaliger Bahnhof Ottikon im Herbst 2009

Trotz der hohen Frequenzen während des Zweiten Weltkrieges zeichnete sich das Ende der Bahn ab, wurde doch am Unterhalt gespart und nur noch das Allernötigste repariert. Auch die engen Strassenverhältnisse in den Dörfern, besonders in Grüningen, und die vielen Unfälle mit Autos zeigten einen dringenden Handlungsbedarf. 
Da die Wetzikon-Meilen-Bahn – wie auch die Uster-Oetwil-Bahn und die Uerikon-Bauma-Bahn – technisch veraltet waren, schlug eine Kommission vor, diese Bahnen durch einen Autobusbetrieb zu ersetzen. Sofort bildete sich ein Aktionskomitee für die Erhaltung der Bahnen im Zürcher Oberland. Am 18. März 1946 genehmigte der Kantonsrat aber seinen Beitrag für die Umwandlung der drei Bahnen in Autobuslinien, und nach einem heftig geführten Abstimmungskampf stimmte das Zürcher Volk am 26. Mai 1946 mit einem Verhältnis von 3:2 dieser Reorganisation zu. Noch im gleichen Jahr wurde das Unternehmen Verkehrsbetriebe Zürcher Oberland (VZO) gegründet. Am 13. Mai 1950 schlug für die Wetzikon-Meilen-Bahn die letzte Stunde: Sie wurde stillgelegt, abgebrochen und durch die Busse der Verkehrsbetriebe Zürcher Oberland ersetzt.

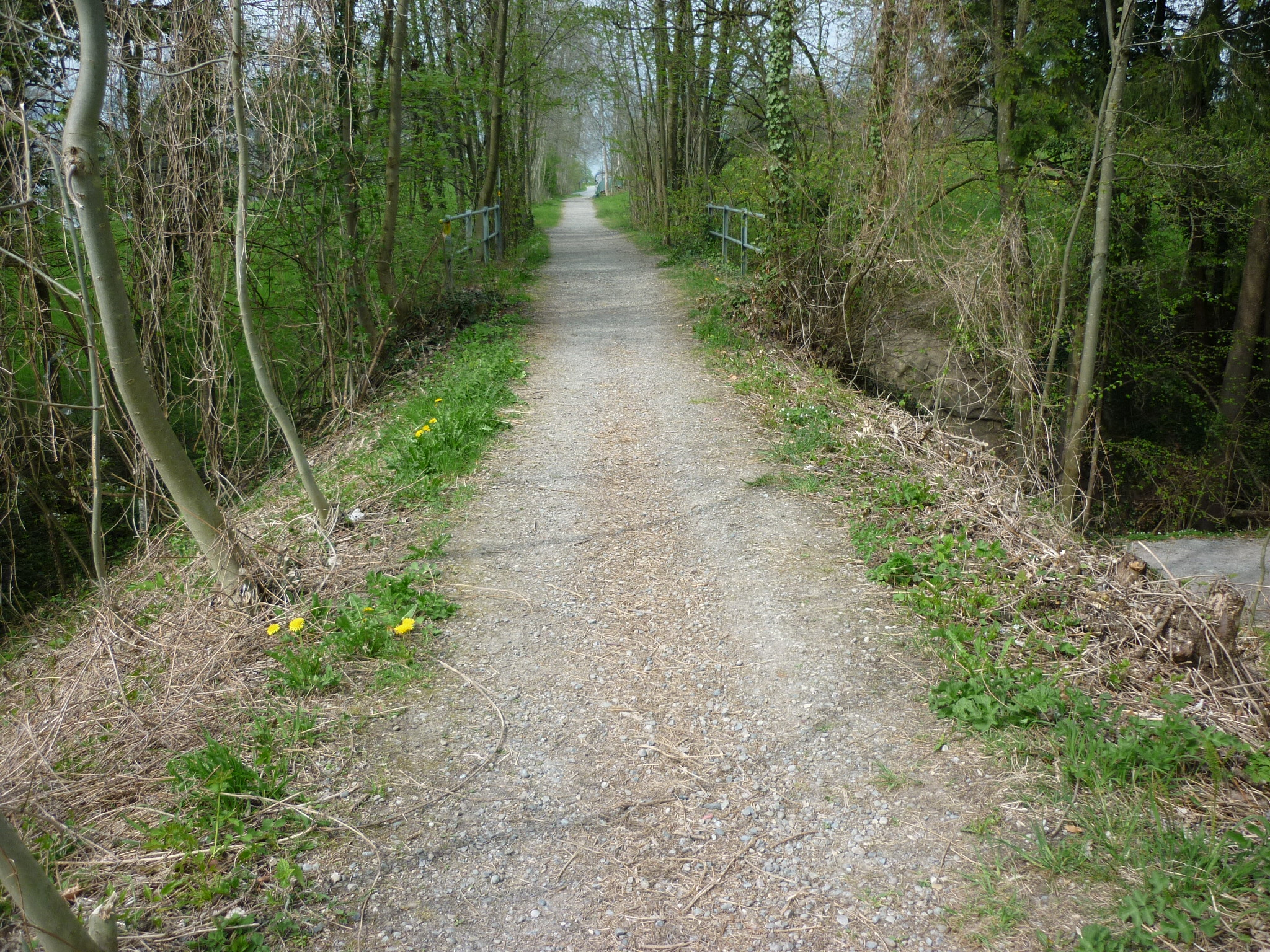
Altes Trassee mit Viadukt am Panoramaweg oberhalb Männedorf/Stäfa

## Fahrzeuge
Triebwagen
- CFe 4/4 1 (1903) SIG / MFO, abgebrochen
- CFe 4/4 2 (1903) SIG / MFO, an Iserlohner Kreisbahn verkauft, später abgebrochen, heute auf dem Areal der Verkehrsbetriebe Zürichsee und Oberland in Grüningen (baugleicher, als CFe 4/4 2 bezeichneter Motorwagen der Trogenerbahn)
- CFe 4/4 3 (1903) SIG / MFO, an Iserlohner Kreisbahn verkauft, später abgebrochen
- Ce 2/2 11 (1903) SIG / MFO, 1950 an Dürener Eisenbahn (DEAG) verkauft, später abgebrochen
- Ce 2/2 12 (1903) SIG / MFO, 1950 abgebrochen
- Ce 2/2 13 (1903) SIG / MFO, 1950 abgebrochen
- Ce 2/2 14 (1903) SIG / MFO, 1950 an Dürener Eisenbahn verkauft, später abgebrochen
- Ce 2/2 15 (1909) SWS / MFO, 1950 abgebrochen
- Fe 2/2 31 (1903) SIG / MFO, 1950 abgebrochen
- Fe 2/2 32 (1903) SIG / MFO, 1950 abgebrochen

Personenwagen
- C 21 (1903) SIG, 1950 abgebrochen
- C 22 (1903) SIG, 1950 abgebrochen
- C 23 (1903) SIG, 1950 abgebrochen

Güterwagen
- K 41 (1903) SIG, 1950 abgebrochen
- K 42 (1903) SIG, 1950 abgebrochen
- K 43 (1903) SIG, 1950 abgebrochen
- K 44 (1908) SWS, 1950 an Forchbahn (FB) verkauft, dort K 25
- K 45 (1920) SIG[2][3], 1950 an Sernftalbahn (SeTB) verkauft, dort K 36
- L 51 (1903) SIG, 1950 an Trogenerbahn (TB) verkauft, dort L 53
- L 52 (1903) SIG, 1950 an Langenthal-Melchnau-Bahn (LMB) verkauft, dort L 45
- L 53 (1903) SIG, 1950 an Langenthal-Jura-Bahn (LJB) verkauft, dort L 43
- L 54 (1908) SWS, 1950 an Forchbahn (FB) verkauft, dort L 34"
- S 61 (1903) SIG, 1950 abgebrochen
- S 62 (1903) SIG, 1950 abgebrochen

Des Weiteren war ein Fahrleitungs-Montagewagen X 71 vorhanden, der ebenfalls 1950 abgebrochen wurde.

## Überreste
Heute kann man nur noch an wenigen Orten Reste der Streckenführung erkennen, vor allem an Orten, wo die Bahn nicht direkt auf einer Strasse verlief:
- Serpentinen bei «Uf Dorf» in Männedorf,
- Bahnviadukt am Panoramaweg oberhalb von Männedorf,
- Bahndamm zwischen Holzhusen und Grüningen.

In Uetikon gibt es nach wie vor eine «Tramstrasse».
In Grüningen ist seit 1992 der historische Motorwagen CFe 4/4 2 aufgestellt, der aus einem baugleichen Trogenerbahn-Motorwagen (Nr. 23, ex 1), der Serie CFe 4/4 1–5 in den Jahren 1986 und 1987 durch den Verein Tram-Museum Zürich (TMZ) äusserlich hergerichtet wurde.